# Contea di Rongchang
La contea di Rongchang (cinese semplificato: 荣昌县; cinese tradizionale: 榮昌縣; mandarino pinyin: Róngchāng Xiàn) è un distretto di Chongqing. Ha una superficie di 1.079,13 km² e una popolazione di 820.000 abitanti al 2006.